# El Coll
El Coll este un cartier din districtul 6, Gràcia, al orasului Barcelona.